# Minhocal
Minhocal é uma povoação portuguesa sede da Freguesia de Minhocal do Município de Celorico da Beira, freguesia com 10,75 km² de área e 142 habitantes (censo de 2021), tendo, por isso, uma densidade populacional de 13,2 hab./km².

## Demografia
A população registada nos censos foi:
| Distribuição da População por Grupos Etários | Distribuição da População por Grupos Etários | Distribuição da População por Grupos Etários | Distribuição da População por Grupos Etários | Distribuição da População por Grupos Etários |
| -------------------------------------------- | -------------------------------------------- | -------------------------------------------- | -------------------------------------------- | -------------------------------------------- |
| Ano                                          | 0-14 Anos                                    | 15-24 Anos                                   | 25-64 Anos                                   | > 65 Anos                                    |
| 2001                                         | 31                                           | 35                                           | 96                                           | 78                                           |
| 2011                                         | 13                                           | 22                                           | 84                                           | 56                                           |
| 2021                                         | 7                                            | 11                                           | 74                                           | 50                                           |

## Património
- Igreja de São João Baptista